# Competitionline
competitionline.com ist eine Plattform für Architektenwettbewerbe in Deutschland. Das Unternehmen mit Sitz in Berlin bietet Informationen und Dienstleistungen für Architektur- und Ingenieurbüros, deren Beschäftigte und für  Studierende in diesem Fachbereich. Auf der Website stellt das Unternehmen tagesaktuell Ausschreibungen sowie Entscheidungen und bebilderte Ergebnisse aller Verfahrensarten vorrangig aus Deutschland, aber auch aus Europa und der Welt zusammen. Ein Büroverzeichnis sammelt Profile von Architektur- und Ingenieurbüros mit ihren jeweiligen Referenzen. Im Bereich Ergebnisse und News findet der Nutzer Fachartikel zur Wettbewerbslandschaft und Unternehmensführung. Im Jobmarkt treffen Arbeitgeber und Arbeitsuchende der Branche zusammen.

## Geschichte
Das Konzept der Online-Plattform competitionline.com ging 2002 aus der Diplomarbeit der Landschaftsplanerin Angelika Fittkau-Blank hervor. Ihr Ziel war es, Architekten-Wettbewerbe mit Hilfe einer Online-Anwendung durchzuführen und dafür eine zentrale Internet-Plattform zu schaffen. Im gleichen Jahr gründete sie die competitionline GmbH und ging 2003 mit ihrer Seite online.

## Aufbau der Plattform
competitionline.com bietet Architektur- und Ingenieurbüros sowie den auf diesem Gebiet Beschäftigten und Studierenden Informationen und Präsentationsmöglichkeiten sowie einen branchenspezifischen Jobmarkt.
Ergebnisse & News
Die Rubrik Ergebnisse & News liefert täglich neue Wettbewerbsergebnisse mit Bildern und Hintergrundinformationen. Daneben erscheinen Fachartikel, die Analysen aus dem Ausschreibungsbereich von competitionline.com enthalten und in denen Experten zu Wort kommen.
Ausschreibungen
competitionline veröffentlicht jährlich mehr als 40.500 Ausschreibungen für Architekten und Ingenieure. Ein Team aus Architekten und Ingenieuren recherchiert täglich in mehr als 600 Quellen und bereitet die Ausschreibungen auf.
Büro- und Personenverzeichnisse
Auf der Seite haben Architektur- und Ingenieurbüros die Möglichkeit, ihre Büros und Projekte zu präsentieren.
Jobmarkt
In der Rubrik „Jobs“ können Architektur- und Ingenieurbüros Stellenanzeigen schalten. 2023 wurden mehr als 3500 Jobangebote veröffentlicht.